# テキサス州議会
テキサス州議会（テキサスしゅうぎかい、英語: The Texas Legislature）は、アメリカ合衆国テキサス州の州議会である。上院（31人）と下院（150人）の両院制。州議会は州都オースティンのテキサス州会議事堂で開かれる。州政府の活動を統制し指示する権限を持ち、テキサス州副知事との間に憲法上の強い結びつきがあるためだけでなく、テキサス州には複数の行政府があるため、テキサス州政府の強力な部門である。
州議会は、1845年のテキサス州の連邦加盟以来、テキサス共和国議会の憲法上の後継者である。1846年2月16日から5月13日まで第1回定例議会が開かれた。
州議会は第88議会を終了し、次の会期は第89議会で、2024年のテキサス州選挙後の2025年1月14日正午（CST）に召集される予定である。

## 組織と運営
テキサス州議会は、奇数年の1月第2火曜日に定例会期を迎える。テキサス州憲法では、定例会期は140暦日に制限されている。上院の議長は州知事とは別に選出される副知事が務め、下院議長は上院議員から選出される。両者とも各院の委員会メンバー選出に大きな裁量権を持ち、州法制定に大きな影響力を持つ。
臨時会を招集できるのは知事のみで、議会が自ら招集できる他の州とは異なる。知事は何回でも臨時会を招集できる。例えば、リック・ペリー知事は、2003年のテキサス州議会区割りに対処するため、3回連続で臨時会を招集した。テキサス州憲法は、各臨時会期の期間を30日間に制限している。議員は、知事が臨時会期を招集する「招集」または宣言で指定した問題のみを検討することができる（ただし、会期中に知事が他の問題を追加することはできる）。
議会が可決したいかなる法案も、各院の3分の2以上の賛成で即時発効または早期発効が決定されない限り、可決後90日目に発効する。議会は、90日目以降の発効日を定めることができる。現在の立法慣行では、ほとんどの法案は、奇数年の9月1日に発効する（9月1日は州の会計年度の開始日である）。
議員は党員投票で選出されるが、議会は両院とも公式には超党派で組織されており、両党の議員が委員長などの指導的地位に就いている。2022年現在、各議会の議員の過半数は共和党員である。

## Qualifications for service
テキサス州憲法は、各院の議員要件を次のように定めている。
- 上院議員は、26歳以上で、選挙の5年前からテキサス州に居住し、選挙の1年前から選挙区の居住者でなければならない。各上院議員は4年の任期を務め、2年ごとに偶数年に上院議員の半数が改選される。ただし、10年ごとの国勢調査後に新たに区割りされた選挙区を反映させるため、最初の州議会では全議席が改選される。最初の選挙の後、上院はくじ引きで2つのクラスに分けられ、一方のクラスは2年後に再選、もう一方のクラスは4年後に再選となる。
- 下院議員は21歳以上で、選挙の2年前からテキサス州の市民権を持ち、選挙の1年前から選挙区の住民でなければならない。議員は2年の任期で選ばれ、再選の場合は偶数年に立候補する[6]。
- いずれの議員も、最初に当選した任期中は、その任期中に創設された州の下でのいかなる公職も、またその期間に報酬が引き上げられた公職も、就任することはできない。さらに、裁判官（および書記官）や、米国、この州、外国政府の下で「有利な地位にある役職」に就いている者は、その役職に就いている間は州議会の議員になることはできない。また、税金徴収人や公金管理者は、州議会への立候補資格を得る前に、公金管理を解除されなければならない[7]。

## 報酬
州議会議員の報酬は、月額600ドル、年間7,200ドルに、州議会が開会している間（特別会期も含む）は1日あたり221ドルの日当が加算される。通常会期（140日間）では年間38,140ドル、2年間の任期では総額45,340ドルとなる。議員は、60歳から8年間の勤務後に年金を受け取る。

## 議員構成

### 上院

テキサス州上院の印章

2020年選挙後の上院選挙区と政党別所属状況

テキサス州下院の印章

| 所属 | 所属   | 人数 |
| ---- | ------ | ---- |
|      | 共和党 | 19   |
|      | 民主党 | 12   |
| 合計 | 合計   | 31   |

### 下院

2020年選挙後の下院選挙区と政党別所属状況

| 所属 | 所属   | 人数 |
| ---- | ------ | ---- |
|      | 共和党 | 86   |
|      | 民主党 | 64   |
| 合計 | 合計   | 150  |

#### 2021年の下院における定足数割れ
州憲法第3条第10項では、議事を行うための定足数として議会の3分の2以上の出席を義務付けている（これは、議会の過半数の出席でよいとするアメリカ合衆国議会よりも厳しい）。そのため、法案の成立を阻止するために、定足数を欠くように十分な数の議員が州外へ逃亡するという事態が何度か発生している。
こうした試みのうち最も新しいものは、2021年の州議会特別会期中に起こった。2021年7月12日、特別会期中に、少なくとも51人の民主党下院議員が、共和党が支持する選挙関連法案の成立を阻止しようと、ワシントンD.C.行きのチャーター機2機に乗り込み、州外へ逃亡した。議員たちは、7月8日に始まった特別会期を時間切れにするため、少なくとも3週間ワシントンに滞在する予定だった。州会議事堂を離れている間、議員たちは「For the People Act」などの連邦投票法についても提唱した。
アボット知事は、州に戻った議員は逮捕され、州会議事堂に連行され、立法の職務を果たすことになるだろうと述べた。さらに、法案の採決に必要な定足数を満たすまで、特別会議を連続して招集する権限を行使すると述べた。8月6日に最初の特別会議が終了した後、知事は翌日に2回目の会議を招集した。州地方裁判所のブラッド・ウルティア判事は8月9日、不在の民主党議員を州による逮捕から一時的に守るための差し止め命令を下したが、この差し止め命令はテキサス州最高裁により覆された。8月10日、州議会に定足数が満たされない中、デイド・フェラン下院議長は不在の民主党下院議員52人に対して逮捕状を発行した。法案は、最終的に州議会で定足数を満たすだけの民主党議員が戻ってきた時点で可決された。

## 支援機関
州議会には、議会に属する下記5つの支援機関がある。
- テキサス州立法予算委員会
- テキサス州立法評議会
- テキサス州立法参考図書館
- テキサス州会計監査官
- テキサス州サンセット諮問委員会

## 不祥事
- 2007年5月14日、CBSオースティン系列局のKYEは、投票中に下院議員が行った多重投票について報道した。報道では、議員たちが州議会の自動投票機で不在議員の投票を登録するために、最も近い空席に駆け寄る様子が紹介された。各議員は、所属政党に関係なく、最も近い不在議員に投票していたようだ。この行為は、州議会の規則に明確に違反しているが、これまでこの行為で懲戒処分を受けた議員はいない。当時下院議長を務めていたトム・クラディック氏は、この規則の施行責任者であったが、規則違反に対する懲戒処分は個々の議員に委ねられていると声明を発表した。その後、ジョー・ストラウス下院議長の任期中にも同様の違反行為があったが、処罰はされなかった。現在の下院規則では、議員は投票記録について「厳格な適用」を要求できる。これにより、議員は自分の机から投票し（法案の提案者だけが演壇前のマイクから投票できる）、1票のみ投票することが義務付けられた。
- 2023年4月10日、ブライアン・スレイトン共和党下院議員に対する苦情が公表された。苦情の内容は、スレイトンが下院インターンと「不適切な関係」にあったというものだった。テキサス州下院一般調査委員会は、この疑惑を調査し、オースティンのスレイトンのアパートで性的関係を持つ前に、スレイトンが19歳の立法補佐官にアルコールを提供していたことを発見した。3人の共和党員と2人の民主党員で構成された同委員会は、スレイトンの下院除名処分を全会一致で勧告した。スレイトンは2023年5月8日に下院を辞職したが、解任されない限り、後任者が選出されるまで、テキサス州法に基づき、給与と日当を受け取る権利があった。2023年5月9日、下院は147対0の投票でスレイトンを除名処分とした。

## 参考書籍
- "Citizen Handbook". The Senate of Texas. Retrieved 13 September 2009.
- Texas Legislature from the Handbook of Texas Online. Retrieved 13 April 2005.
- Stanley K. Young, Texas Legislative Handbook (1973).
- Univ. of Tex., The Legislative Branch in Texas Politics,  (last accessed Oct. 8, 2006) (stating that "The Texas Legislature is the most powerful of the three main branches of government[,]" primarily because it is "less weak than the other branches").